# Heterlimnius elegans
Heterlimnius elegans är en skalbaggsart som beskrevs av Leconte 1852. Heterlimnius elegans ingår i släktet Heterlimnius och familjen bäckbaggar. Inga underarter finns listade i Catalogue of Life.